# Championnat de Belgique de football de deuxième division 1924-1925
Navigation
saison précédente saison suivante
Cette page présente la onzième édition du championnat  Promotion (D2) belge.
Ce championnat respecte le même schéma que l'édition précédente. Les clubs sont répartis en deux groupes de 14 équipes. Le champion de chaque série et le vainqueur d'un test-match entre les deuxièmes sont promus.
Les 4 derniers classés de chaque séries doivent descendre. Parmi ces huit équipes reléguées, quatre sont des promus de la saison précédente.
Après un "doublé bruxellois", en 1923-1924, on a droit cette fois à deux champions liégeois. Le Tilleur FC, privé de montée par le règlement en 1920, et le CS Verviétois, relégué de Division d'Honneur douze mois plus tôt, remportent leurs séries respectives.
La Jeunesse Arlonaise est la première équipe issue de la Province de Luxembourg à jouer en série nationale. Les neuf Provinces belges ont désormais fait leur apparition au moins une fois en "nationales".

## Clubs participants
Vingt-huit clubs prennent part à cette édition, soit le même nombre que lors de la saison précédente. Les clubs sront répartis en deux séries de 14 équipes.

### Série A
| #  | Nom                                | Mat. | Ville     | Stades                        | En D2 depuis    | Total en D2 | S. précédente      |
| -- | ---------------------------------- | ---- | --------- | ----------------------------- | --------------- | ----------- | ------------------ |
| 1  | Racing Club de Malines             | 24   | Malines   | Antwerpsesteenweg             | 1924-1925 (1re) | 4 saisons   | Div. d'Honneur 12e |
| 2  | Royal Football Club Liégeois       | 4    | Rocourt   | stade Vélodrome               | 1924-1925 (1re) | 8 saisons   | Div. d'Honneur 14e |
| 3  | Stade Louvaniste                   | 18   | Louvain   | ??                            | 1909-1910 (11e) | 11 saisons  | 7e Série B         |
| 4  | Tilleur Football Club              | 21   | Ougrée    | site du Bois d'Avroy          | 1909-1910 (11e) | 11 saisons  | 3e Série B         |
| 5  | Lyra Turn en Sportvereniging       | 52   | Lierre    | Lyrastadion, Mechelsesteenweg | 1913-1914 (7e)  | 7 saisons   | 9e Série B         |
| 6  | Excelsior Football Club Hasselt    | 37   | Hasselt   | ??                            | 1921-1922 (4e)  | 4 saisons   | 8e Série A         |
| 7  | Association Sportive Ostendaise    | 53   | Ostende   | Albertpark                    | 1922-1923 (3e)  | 3 saisons   | 4e Série A         |
| 8  | Association Sportive Herstalienne  | 82   | Herstal   | ??                            | 1922-1923 (3e)  | 3 saisons   | 5e Série B         |
| 9  | Voetbal Vereeniging Oude God Sport | 68   | Mortsel   | ??                            | 1923-1924 (2e)  | 2 saisons   | 6e Série A         |
| 10 | Racing Football Club Montegnée     | 77   | Montegnée | ??                            | 1923-1924 (2e)  | 2 saisons   | 10e Série A        |
| 11 | Football Club Sérésien             | 17   | Seraing   | stade du Pairay               | 1924-1925 (1re) | 1 saison    | Séries inf.        |
| 12 | Excelsior Sporting Club Bruxelles  | 20   | Bruxelles | ??                            | 1924-1925 (1re) | 2 saisons   | Séries inf.        |
| 13 | Charleroi Sporting Club            | 22   | Charleroi | rue du Spinoy                 | 1924-1925 (1re) | 1 saison    | Séries inf.        |
| 14 | Sportvereniging Oudenaarde         | 81   | Audenarde | ??                            | 1924-1925 (1re) | 1 saison    | Séries inf.        |

### Localisation Série A
| \| Bruxelles · Excelsior SC Liège · Tilleur FC · AS Herstalienne · FC Liégeois · FC Sérésien · Racing FCMontegnée Oude God AS Ostendaise Audenarde Lyra RC Malines Bruxelles Exc. Hasselt Louvain Liège Sp. Charleroi \| Localisation des clubs engagés en « Promotion - Série A 1924-1925 » |
| Bruxelles · Excelsior SC Liège · Tilleur FC · AS Herstalienne · FC Liégeois · FC Sérésien · Racing FCMontegnée Oude God AS Ostendaise Audenarde Lyra RC Malines Bruxelles Exc. Hasselt Louvain Liège Sp. Charleroi                                                                           |

### Série B
| #  | Nom                                  | Mat. | Ville        | Stades                 | En D2 depuis    | Total en D2 | S. précédente      |
| -- | ------------------------------------ | ---- | ------------ | ---------------------- | --------------- | ----------- | ------------------ |
| 1  | Royal Club Sportif Verviétois        | 8    | Verviers     | ??                     | 1924-1925 (1re) | 4 saisons   | Div. d'Honneur 13e |
| 2  | Uccle Sport                          | 15   | Uccle        | chaussée de Neerstalle | 1923-1924 (2e)  | 7 saisons   | 6e Série B         |
| 3  | Royal Léopold Club de Bruxelles      | 5    | Uccle        | Parc Brugmann          | 1919-1920 (6e)  | 6 saisons   | 4e Série B         |
| 4  | Football Club Bressoux               | 23   | Bressoux     | ??                     | 1911-1912 (9e)  | 9 saisons   | 9e Série A         |
| 5  | Liersche Sportkring                  | 30   | Lierre       | Lispersteenweg         | 1921-1922 (4e)  | 4 saisons   | 3e Série A         |
| 6  | Société Royale Dolhain Football Club | 9    | Dolhain      | La Bêverie             | 1923-1924 (2e)  | 2 saisons   | 5e Série A         |
| 7  | Saint-Ignace Sporting Club Anvers    | 29   | Deurne       | ??                     | 1923-1924 (2e)  | 2 saisons   | 7e Série A         |
| 8  | Association Sportive Renaisienne     | 38   | Renaix       | ??                     | 1923-1924 (2e)  | 2 saison    | 10e Série B        |
| 9  | Sport Vereeniging Blankenberghe      | 48   | Blankenberge | ??                     | 1923-1924 (2e)  | 2 saisons   | 8e Série B         |
| 10 | Cercle Sportif La Forestoise         | 51   | Forest       | ??                     | 1923-1924 (2e)  | 3 saisons   | 2e Série B         |
| 11 | Sporting Club de Theux               | 14   | Theux        | ??                     | 1924-1925 (1re) | 3 saisons   | Séries inf.        |
| 12 | Courtrai Sports                      | 19   | Courtrai     | ??                     | 1924-1925 (1re) | 7 saisons   | Séries inf.        |
| 13 | Boom Football Club                   | 58   | Boom         | ??                     | 1924-1925 (1re) | 2 saisons   | Séries inf.        |
| 14 | Jeunesse Arlonaise                   | 147  | Arlon        | ??                     | 1924-1925 (1re) | 1 saison    | Séries inf.        |

### Localisation Série B
| \| Bruxelles · CS La Forestoise · Léopold CB · Uccle Sport Liège · FC Bressoux Blankenberge AS Renaix Boom FC Courtrai Sp. St-Ignace SC Liersche SK Bruxelles Liège CS Verviers Dolhain FC SC Theux Arlon \| Localisation des clubs engagés en « Promotion - Série B 1924-1925 » |
| Bruxelles · CS La Forestoise · Léopold CB · Uccle Sport Liège · FC Bressoux Blankenberge AS Renaix Boom FC Courtrai Sp. St-Ignace SC Liersche SK Bruxelles Liège CS Verviers Dolhain FC SC Theux Arlon                                                                           |

### Localisation des clubs bruxellois
Les 4 cercles bruxellois sont :
Excelsior SC (A)
(8) CS La Forestoise (B)
(9) Uccle Sport (A)
(23) R. Léopold CB (B)

### Localisation des clubs liégeois + Herstal
Les 6 cercles liégeois sont :
(1) FC Liégeois
(9) FC Sérésien
(16) FC Bressoux
Tilleur FC
Racing FC Montegnée
+
(13) AS Herstalienne

## Classements
Légende
- Champion & Promu en Division d'Honneur
- 3e montant en Division d'Honneur
- clubs devant jouer un test-match pour l'attribution du titre d'une série et/ou d'une place montante en Division d'Honneur
- Barrages de maintien
- Relégation vers les séries inférieures

Abréviations
 : Relégué de Division d'Honneur 1923-1924

 : Promus des séries inférieures depuis la saison précédente 

### Promotion A
| Rang | Équipe               | Pts | J  | G  | N | P  | Bp | Bc | Diff |
| ---- | -------------------- | --- | -- | -- | - | -- | -- | -- | ---- |
| 1    | TILLEUR FC           | 44  | 26 | 20 | 4 | 2  | 84 | 27 | +57  |
| 2    | RC de Malines'       | 42  | 26 | 19 | 4 | 3  | 84 | 28 | +56  |
| 3    | R. FC Liégeois       | 41  | 26 | 17 | 7 | 2  | 58 | 15 | +43  |
| 4    | Oude God Sport       | 30  | 26 | 12 | 6 | 8  | 32 | 28 | +4   |
| 5    | AS Herstalienne      | 27  | 26 | 10 | 7 | 9  | 38 | 39 | -1   |
| 6    | Stade louvaniste     | 24  | 26 | 10 | 4 | 12 | 35 | 39 | -4   |
| 7    | TSV Lyra             | 24  | 26 | 9  | 6 | 11 | 27 | 31 | -4   |
| 8    | FC Sérésien          | 24  | 26 | 9  | 6 | 11 | 38 | 48 | -10  |
| 9    | AS Ostendaise        | 23  | 26 | 8  | 7 | 11 | 43 | 59 | -16  |
| 10   | Excelsior SC         | 20  | 26 | 7  | 6 | 13 | 37 | 54 | -17  |
| 11   | Charleroi SC         | 19  | 26 | 6  | 7 | 13 | 30 | 40 | -10  |
| 12   | Excelsior FC Hasselt | 19  | 26 | 7  | 5 | 14 | 40 | 68 | -28  |
| 13   | Racing FC Montegnée  | 18  | 26 | 7  | 4 | 15 | 33 | 48 | -15  |
| 14   | SV Audenaerde        | 9   | 26 | 3  | 3 | 20 | 22 | 77 | -55  |

### Promotion B
| Rang | Équipe              | Pts | J  | G  | N  | P  | Bp | Bc | Diff |
| ---- | ------------------- | --- | -- | -- | -- | -- | -- | -- | ---- |
| 1    | CS VERVIETOIS       | 36  | 26 | 13 | 10 | 3  | 49 | 19 | +30  |
| 2    | Liersche SK         | 35  | 26 | 13 | 9  | 4  | 50 | 28 | +22  |
| 3    | St-Ignace SC Anvers | 34  | 26 | 13 | 8  | 5  | 48 | 34 | +14  |
| 4    | Uccle Sport         | 32  | 26 | 13 | 6  | 7  | 61 | 40 | +21  |
| 5    | CS La Forestoise    | 29  | 26 | 11 | 7  | 8  | 59 | 45 | +14  |
| 6    | R. Léopold CB       | 28  | 26 | 11 | 6  | 9  | 45 | 46 | -1   |
| 7    | Courtrai Sport      | 27  | 26 | 10 | 7  | 9  | 50 | 43 | +7   |
| 8    | Boom FC             | 26  | 26 | 11 | 4  | 11 | 65 | 47 | +18  |
| 9    | AS Renaisienne      | 24  | 26 | 8  | 8  | 10 | 46 | 39 | +7   |
| 10   | SR Dolhain FC       | 23  | 26 | 7  | 9  | 10 | 40 | 47 | -7   |
| 11   | SC Theux            | 21  | 26 | 8  | 5  | 13 | 43 | 61 | -18  |
| 12   | SV Blankenberghe    | 21  | 26 | 7  | 7  | 12 | 39 | 62 | -23  |
| 13   | FC Bressoux         | 20  | 26 | 6  | 8  | 12 | 41 | 59 | -18  |
| 14   | Jeunesse Arlonaise  | 8   | 26 | 2  | 4  | 20 | 19 | 85 | -66  |

## Déroulement de la saison

### Résultats des rencontres - Série A
| Résultats (▼dom., ►ext.)                                   | 1 | 2 | 3 | 4 | 5 | 6 | 7 | 8 | 9 | 10 | 11 | 12 | 13 | 14 |
|                                                            |   | - | - | - | - | - | - | - | - | -  | -  | -  | -  | -  |
|                                                            | - |   | - | - | - | - | - | - | - | -  | -  | -  | -  | -  |
|                                                            | - | - |   | - | - | - | - | - | - | -  | -  | -  | -  | -  |
|                                                            | - | - | - |   | - | - | - | - | - | -  | -  | -  | -  | -  |
|                                                            | - | - | - | - |   | - | - | - | - | -  | -  | -  | -  | -  |
|                                                            | - | - | - | - | - |   | - | - | - | -  | -  | -  | -  | -  |
|                                                            | - | - | - | - | - | - |   | - | - | -  | -  | -  | -  | -  |
|                                                            | - | - | - | - | - | - | - |   | - | -  | -  | -  | -  | -  |
|                                                            | - | - | - | - | - | - | - | - |   | -  | -  | -  | -  | -  |
|                                                            | - | - | - | - | - | - | - | - | - |    | -  | -  | -  | -  |
|                                                            | - | - | - | - | - | - | - | - | - | -  |    | -  | -  | -  |
|                                                            | - | - | - | - | - | - | - | - | - | -  | -  |    | -  | -  |
|                                                            | - | - | - | - | - | - | - | - | - | -  | -  | -  |    | -  |
|                                                            | - | - | - | - | - | - | - | - | - | -  | -  | -  | -  |    |
| - Victoire à domicile - Match nul - Victoire à l'extérieur |   |   |   |   |   |   |   |   |   |    |    |    |    |    |

### Résultats des rencontres - Série B
| Résultats (▼dom., ►ext.)                                   | 1 | 2 | 3 | 4 | 5 | 6 | 7 | 8 | 9 | 10 | 11 | 12 | 13 | 14 |
|                                                            |   | - | - | - | - | - | - | - | - | -  | -  | -  | -  | -  |
|                                                            | - |   | - | - | - | - | - | - | - | -  | -  | -  | -  | -  |
|                                                            | - | - |   | - | - | - | - | - | - | -  | -  | -  | -  | -  |
|                                                            | - | - | - |   | - | - | - | - | - | -  | -  | -  | -  | -  |
|                                                            | - | - | - | - |   | - | - | - | - | -  | -  | -  | -  | -  |
|                                                            | - | - | - | - | - |   | - | - | - | -  | -  | -  | -  | -  |
|                                                            | - | - | - | - | - | - |   | - | - | -  | -  | -  | -  | -  |
|                                                            | - | - | - | - | - | - | - |   | - | -  | -  | -  | -  | -  |
|                                                            | - | - | - | - | - | - | - | - |   | -  | -  | -  | -  | -  |
|                                                            | - | - | - | - | - | - | - | - | - |    | -  | -  | -  | -  |
|                                                            | - | - | - | - | - | - | - | - | - | -  |    | -  | -  | -  |
|                                                            | - | - | - | - | - | - | - | - | - | -  | -  |    | -  | -  |
|                                                            | - | - | - | - | - | - | - | - | - | -  | -  | -  |    | -  |
|                                                            | - | - | - | - | - | - | - | - | - | -  | -  | -  | -  |    |
| - Victoire à domicile - Match nul - Victoire à l'extérieur |   |   |   |   |   |   |   |   |   |    |    |    |    |    |

### Test-match pour désigner le3emontant
Ce test-match qui oppose le 2e classé de chaque série est disputé en « aller-retour ».
| Date       | Équipe 1      | Équipe 2      | Score | Remarques |
| ---------- | ------------- | ------------- | ----- | --------- |
| ??/??/1925 | Liersche SK   | RC de Malines | 0-1   |           |
| ??/??/1925 | RC de Malines | Liersche SK   | 7-1   |           |
|            | RC de Malines | Promu         |       |           |

### Attribution du titre de «Champion de Promotion»
Ce match a une valeur honorifique.
| Date       | Équipe 1         | Équipe 2         | Score | Remarques |
| ---------- | ---------------- | ---------------- | ----- | --------- |
| ??/??/1925 | Tilleur FC       | R. CS Verviétois | ?-?   |           |
| ??/??/1925 | R. CS Verviétois | Tilleur FC       | ?-?   |           |

Note: Apparemment il semble que d'autres "matches pour le titre" ont lieu par la suite lorsque le 2e niveau compte deux séries. Mais malheureusement on ne retrouve pas toujours de traces fiables de ces rencontres. Le cas de figure se reproduit par la suite aux 3e puis 4e niveaux nationaux qui comptent toujours plus d'une série. Si des matches entre les champions de série sont disputés à certaines époques, le titre "d'unique" champion n'aura jamais valeur officielle et le fait de remporter une série équivaut à un titre au niveau concerné.

## Récapitulatif de la saison
- Champion A : Tilleur FC (2e titre en D2)
- Champion B : CS Verviétois (1er titre en D2)
- Cinquième et Sixième titres de "D2" pour la Province de Liège.
- Troisième promu: RC de Malines.

| Région flamande (12)            | Région flamande (12) | Province de Brabant (5)      | Province de Brabant (5) | Région wallonne (11)   | Région wallonne (11) |
| ------------------------------- | -------------------- | ---------------------------- | ----------------------- | ---------------------- | -------------------- |
| Province d'Anvers               | 6                    | Région de Bruxelles-Capitale | 4                       | Province de Hainaut    | 1                    |
| Province de Flandre-Occidentale | 3                    | Province du Brabant flamand  | 1                       | Province de Liège      | 9                    |
| Province de Flandre-Orientale   | 2                    | Province du Brabant wallon   | 0                       | Province de Luxembourg | 1                    |
| Province de Limbourg            | 1                    |                              |                         | Province de Namur      | 0                    |

1. ↑  Au niveau footballistique, la province de Brabant est toujours unitaire malgré sa partition territoriale en 1995.

## Montée / Relégation
Tilleur FC devient le 4e club liégeois à accéder à la Division d'Honneur. Les autres promus, le CS Verviétois et le RC de Malines, ont déjà joué auparavant parmi l'élite nationale.
Huit clubs sont relégués et remplacés par huit formations promues depuis les séries régionales.
Promus depuis les divisions inférieures: AEC Mons, VG Oostende, CS Tongrois, US Tournaisienne, FC Turnhout, Skill Racing Union, Vilvorde FC, RC Vottem.

## Débuts en séries nationales et en "D2"
Quatre clubs jouent pour la première fois dans les séries nationales du football belge. Ils portent le nombre de clubs différents à y apparaître à 61 et le nombre de cercles ayant joués au 2e niveau national à 46.
- SV Audenaerde  - 6e club flandrien oriental différent en D2.
- Charleroi SC  - 3e club hennuyer différent en D2.
- FC Sérésien - 12e club liégeois différent en D2 ;
- Jeunesse Arlonaise - 1er club luxembourgeois différent en D2.

## Changement de nom
Reconnu "Société Royale", le Tilleur FC (matricule 21) adapte son appellation et devient le Royal Tilleur FC en vue de la saison suivante.

## Divisions inférieures
À cette époque, les compétitions ne connaissent pas encore la même hiérarchie que celle qui est la leur de nos jours. C'est essentiellement après la Première Guerre mondiale que la pyramide va se constituer.
Depuis 1909-1910, sous les deux séries nationales (Division d'Honneur et Promotion), se déroulent des championnats régionaux. Les clubs sont regroupés par zones géographiques. Celles-ci ne tiennent pas toujours compte du découpage administratif des provinces, eu égard au petit nombre de clubs que connaissent certaines régions. Au fil des saisons, une hiérarchie de "Divisions" s'installe dans les différentes régions.
Des test-matches (appelés aussi barrages) sont organisés entre les vainqueurs de zones. À la fin d'un parcours, se compliquant au fil des saisons, les gagnants montent en Promotion.
Au fil des années, la montée vers la Promotion est déterminée par ces test-matches. Toutefois, un "principe d'élection" reste en vigueur pendant plusieurs saisons. Un « système de licence » bien avant l'instauration des fameux sésames actuels en quelque sorte.
Selon les régions (et selon les sources que l'on retrouve les concernant), les appellations Division 2 ou Division 3 sont courantes. Cela vient du fait que certaines séries régionales conservèrent le nom (Division 2) qu'elles portent avant la création de la  Promotion. En effet, avant cela leur vainqueurs de ces séries prenaient part au tournoi de fin de saison (appelé « Division 2 »)  par zones géographiques et alors que le tournoi final regroupant les vainqueurs de zone s'appelle « Division 1 ». Localement d'autres séries sont considérées comme « Division 3 » et en portent le nom.
Mais il est bon de savoir qu'à cette époque pour la Fédération belge, il n'y a donc que deux "divisions nationales".